# ووین چاچیچ
وویین چاچیچ (انگلیسی: Vojin Ćaćić؛ زادهٔ ۱۹۹۰) بازیکن والیبال اهل مونته‌نگرو است.